# Élection sénatoriale partielle de 2004 dans l'Orne
Les élections sénatoriales dans l'Orne ont lieu le dimanche 26 septembre 2004. Elles ont pour but d'élire les sénateurs représentant le département au Sénat pour un mandat de sept années.

## Contexte départemental
Lors des élections sénatoriales du 23 septembre 2001 dans l'Orne, deux sénateurs ont été élus : Daniel Goulet (UDF) et Alain Lambert (RPR).
Depuis, tous les effectifs du collège électoral des grands électeurs ont été renouvelés, avec les élections législatives françaises de 2002, les élections régionales françaises de 2004, les élections cantonales de 2001 et 2004 et les élections municipales françaises de 2001.

## Sénateurs sortants
Le seul sénateur sortant est Nathalie Goulet (SE). Le 13 octobre 2010, Alain Lambert (UMP) est nommé conseiller maître à la Cour des comptes, son siège reste vacant.
| Sénateur | Sénateur        | Parti | Fonctions lors de l'élection en 2001 |
| -------- | --------------- | ----- | ------------------------------------ |
|          | Nathalie Goulet | UC    |                                      |
|          | vacant          |       |                                      |

## Présentation des candidats et des suppléants
Les nouveaux représentants sont élus pour une législature de 6 ans au suffrage universel indirect par les 1027 grands électeurs du département. Dans l'Orne, les sénateurs sont élus au scrutin majoritaire à deux tours. Leur nombre reste inchangé, 2 sénateurs sont à élire. Ils sont 6 candidats dans le département, chacun avec un suppléant.
| T/S | Candidats | Candidats | Parti | Principale fonction |
| --- | --------- | --------- | ----- | ------------------- |
| T   |           |           | PCF   |                     |
| S   |           |           |       |                     |
| T   |           |           | PS    |                     |
| S   |           |           |       |                     |
| T   |           |           | DVD   |                     |
| S   |           |           |       |                     |
| T   |           |           | UMP   |                     |
| S   |           |           |       |                     |
| T   |           |           | FN    |                     |
| S   |           |           |       |                     |
| T   |           |           |       |                     |
| S   |           |           |       |                     |

## Résultats
|                | Alain Lambert         | UMP            | 666   | 65,49  |  |  |
|                | Yves Goasdoué         | PS             | 228   | 22,42  |  |  |
|                | Marie-France Le Bozec | DVD            | 88    | 8,65   |  |  |
|                | Robert Levesque       | PCF            | 18    | 1,77   |  |  |
|                | Claude Guitton        | FN             | 16    | 1,57   |  |  |
|                | Yves Dupres           | MNR            | 1     | 0,10   |  |  |
|                |                       |                |       |        |  |  |
| Inscrits       | Inscrits              | Inscrits       | 1 027 | 100,00 |  |  |
| Abstentions    | Abstentions           | Abstentions    | 3     | 0,29   |  |  |
| Votants        | Votants               | Votants        | 1 024 | 99,71  |  |  |
| Blancs et nuls | Blancs et nuls        | Blancs et nuls | 6     | 0,58   |  |  |
| Exprimés       | Exprimés              | Exprimés       | 1 018 | 99,12  |  |  |